# Goa Vieja
Goa Vieja o Goa Velha en portugués, fue una ciudad del Distrito Norte de Goa en el Estado Indio de Goa. La ciudad fue construida durante el Sultanato de Bijapur en el siglo XV y sirvió como capital de la India Portuguesa desde el siglo XVI hasta su abandono en el siglo XVIII debido a una plaga. Se dice que llegó a tener casi 200.000 habitantes y los portugueses la usaron para el comercio. Los restos de la ciudad son Patrimonio de la Humanidad. La vieja Goa está apenas a diez kilómetros de Panaji, capital del distrito.

## Historia
La ciudad fue fundada en el siglo XV como puerto a orillas del río Mandovi por los gobernantes de Bijapur. Fue construida para sustituir a Govapuri, situada a escasos kilómetros al sur y que había sido utilizada por los reyes Kadamba y Vijayanagara. Goa Vieja fue la segunda capital del Sultanato durante el reinado de Adil Shah. Estaba fortificada y en ella se levantaba el palacio del Shah, junto con sus mezquitas y templos. La ciudad fue tomada por los portugueses y permaneció bajo dominio portugués desde 1510 como sede administrativa de la India Portuguesa. La residencia del virrey fue trasladada en 1759 a Panaji, entonces Pangim, la futura capital, situada a 9 kilómetros al oeste.
Durante mediados de siglo XVI, la colonia portuguesa de Goa, especialmente Goa Vieja, se convirtió en un centro de cristianización en Oriente. La ciudad fue evangelizada por todas las órdenes religiosas, ya que todas construyeron sus cuarteles generales en ella. La población rondaba los 200.000 habitantes en 1543. La malaria y el cólera asolaron la ciudad en el siglo XVII y esta fue abandonada, quedando únicamente unos 1.500 habitantes en 1775. Fue entonces cuando el Virrey se mudó a Pangim. Goa vieja continuaría siendo la capital de jure de Goa hasta 1843, cuando se hizo oficial su traslado a Pangim (Ponnjê en Konkani, Nova Goa en portugués y Panjim en inglés). La ciudad abandonada pasó a ser conocida como "Velha Goa" para distinguirla de la nueva capital Nova Goa (Panjim).
Velha Goa fue incorporada a la India en 1961 junto con el resto de la provincia.

## Iglesias de Goa Vieja
Existen varias iglesias de diversas congregaciones, incluyendo la Catedral, sede del Patriarcado de las Indias Orientales, la iglesia de San Francisco de Asís, la iglesia de San Cayetano, y la importante, Basílica del Buen Jesús de Goa que contiene el cuerpo incorrupto de San Francisco Javier.

## Galería

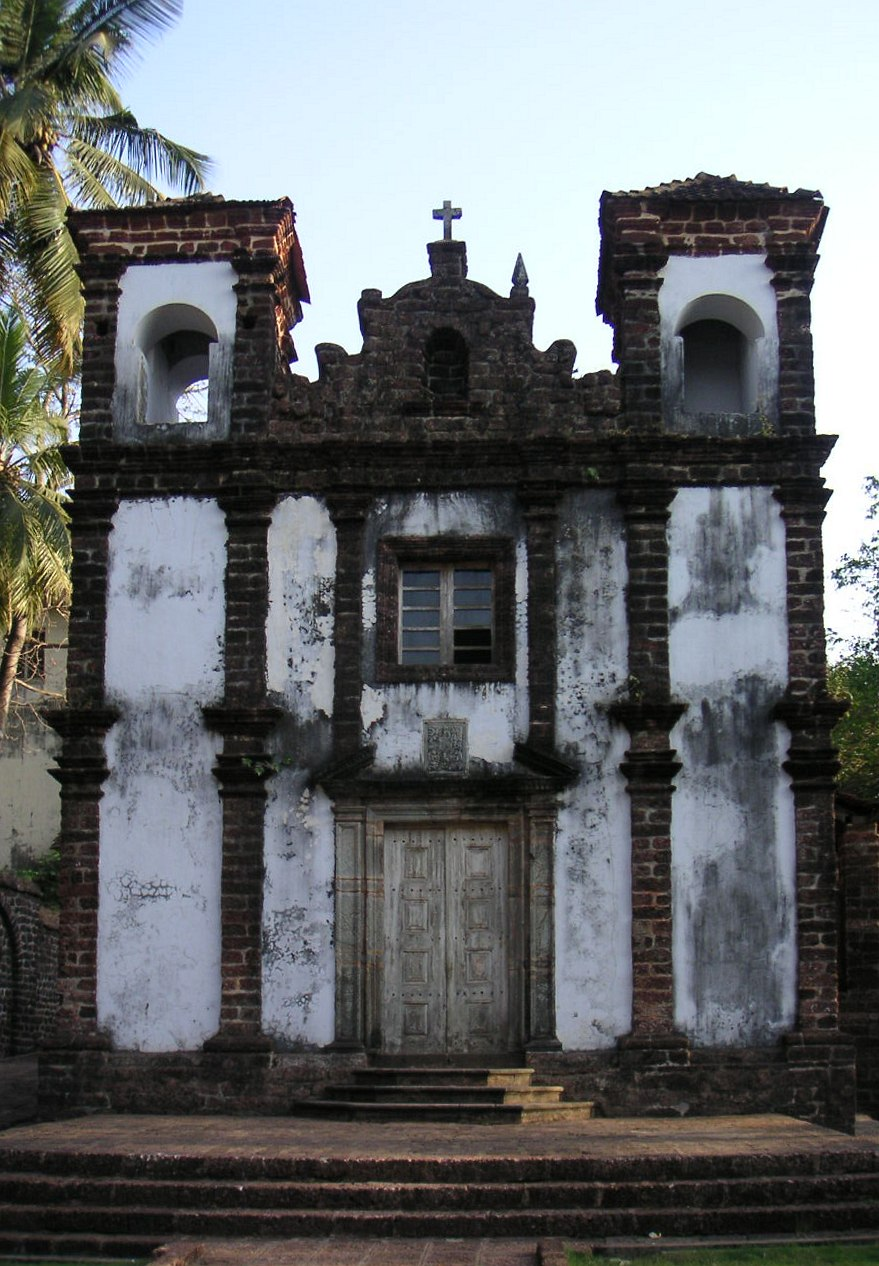
Iglesia Vieja de Goa.
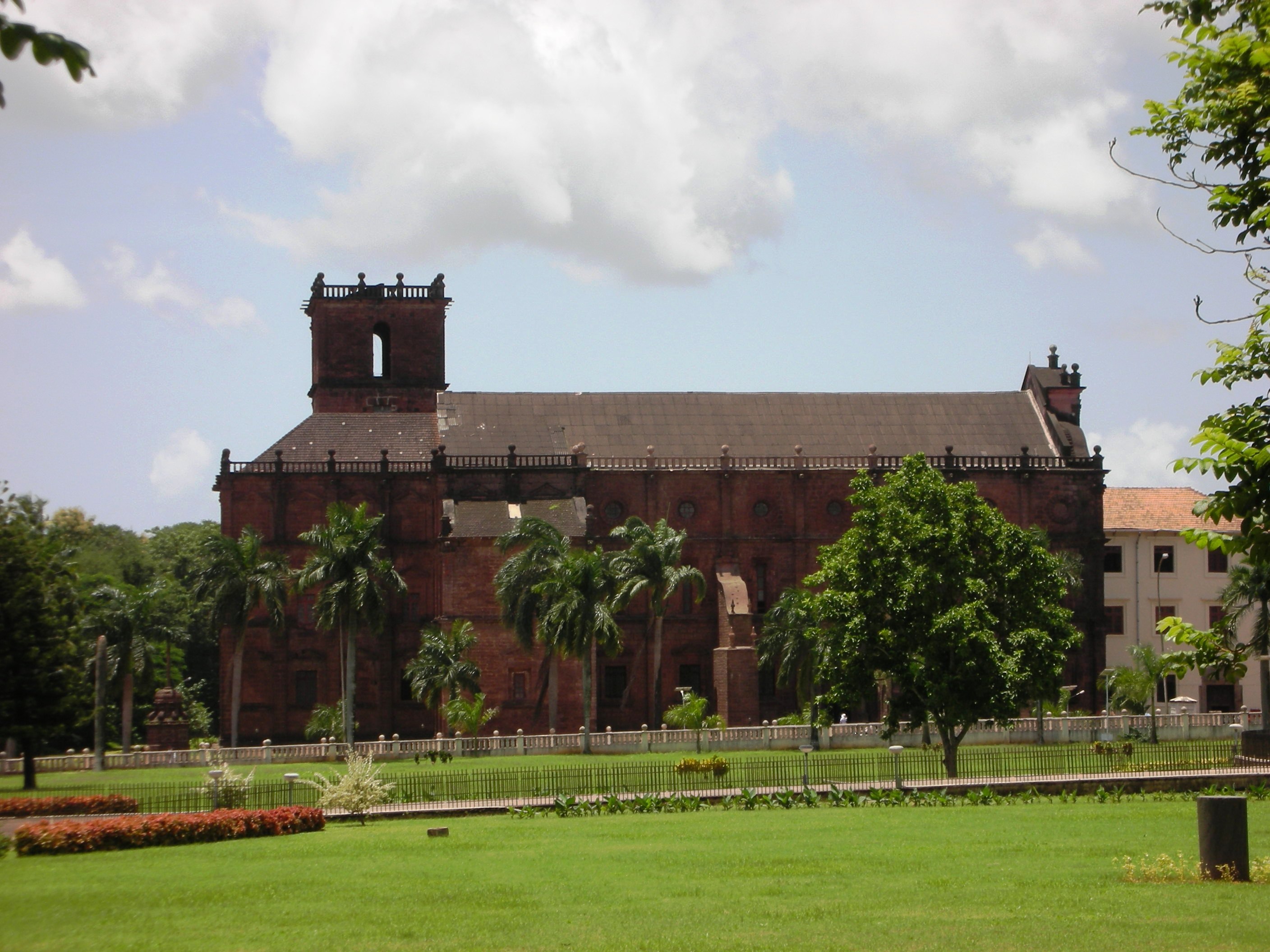
Basílica del Bom Jesus.
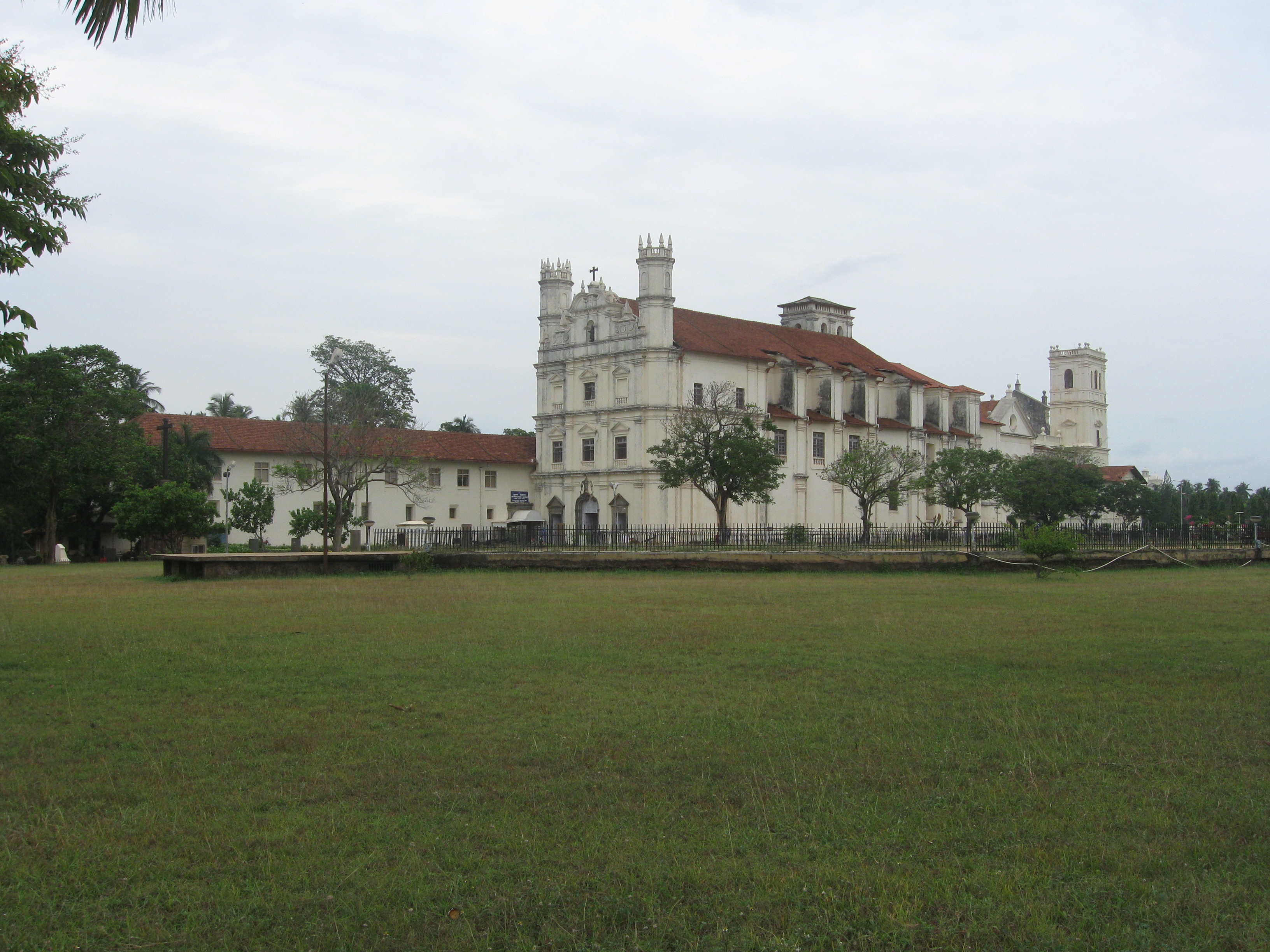
Iglesia de San Francisco de Asís
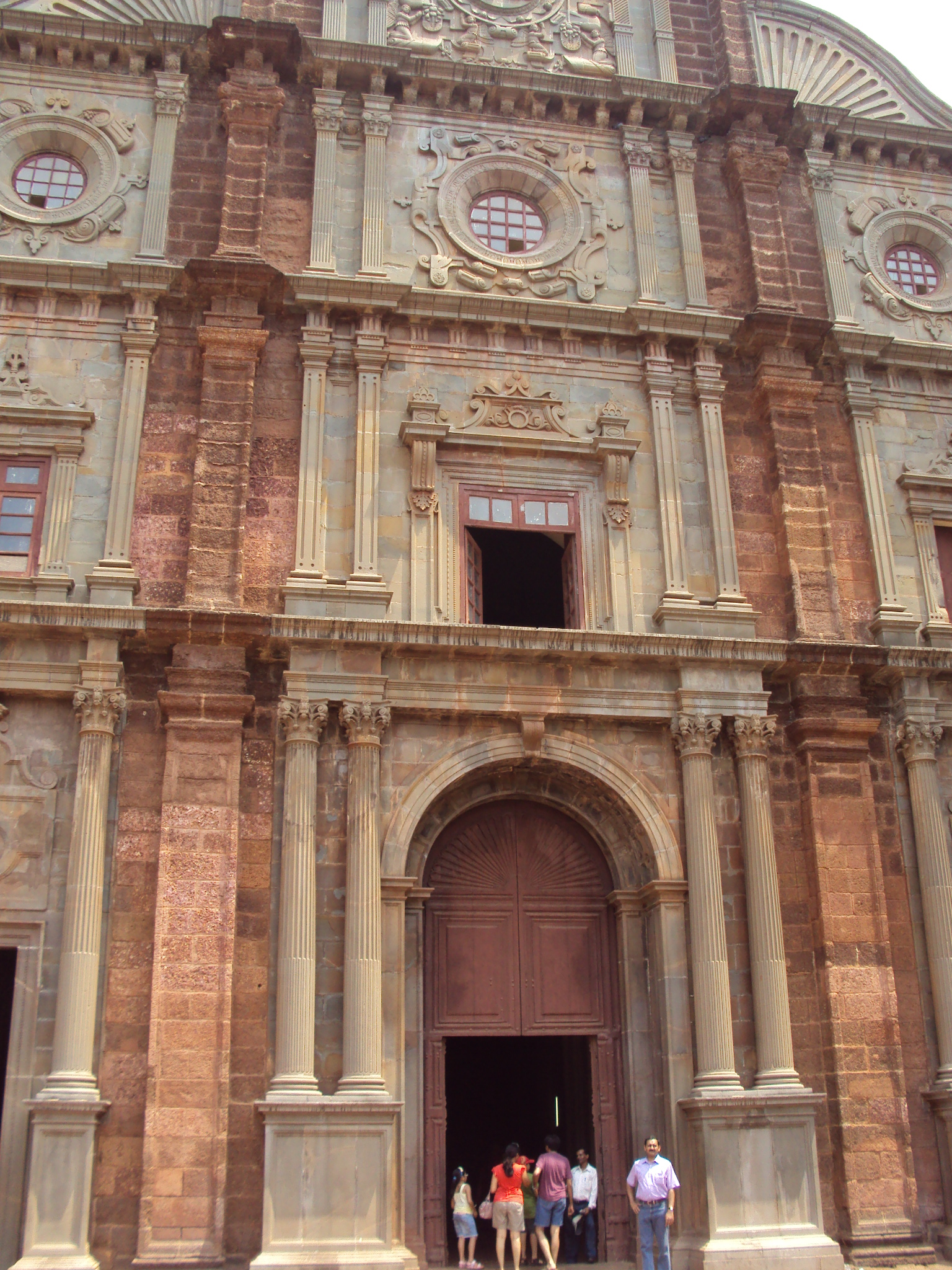
Entrada a la Basílica del Bom Jesus.
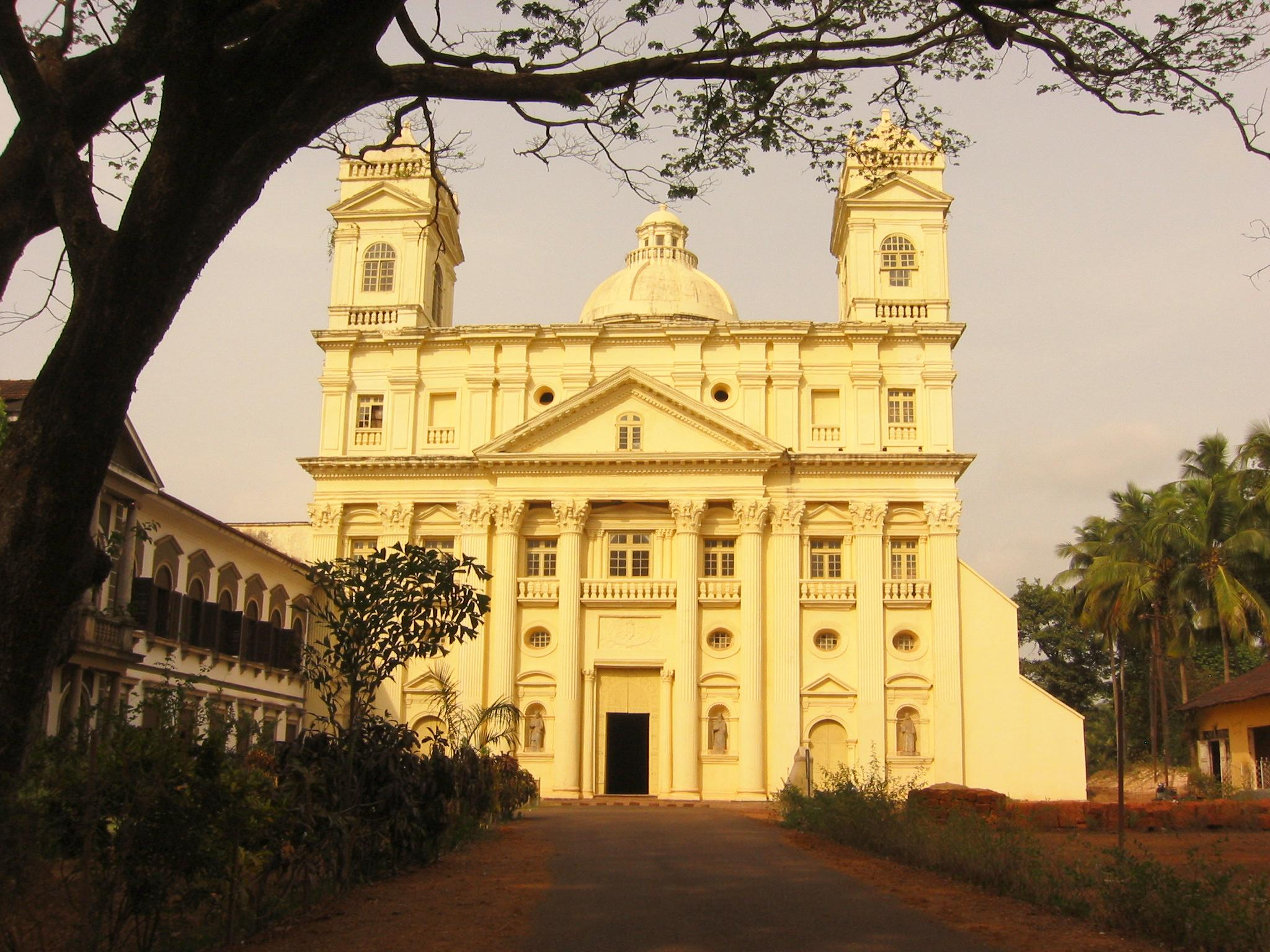
Iglesia de San Cayetano en la Vieja Goa.